# 長浜郡

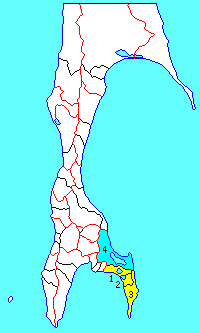
樺太・長浜郡の位置（1.長浜村 2.遠淵村 3.知床村 4.富内村 水色：後に他郡から編入された地域）

長浜郡（ながはまぐん）は、日本の領有下において樺太に存在した郡。
当該地域の領有権に関しては樺太の項目を参照。

## 郡域
1915年（大正4年）に行政区画として発足した当時の郡域は、長浜村、遠淵村、知床村の3村の区域に相当する。

## 歴史

### 古代
長浜郡域では、古墳時代前期まで続縄文文化に属するアニワ文化（遠淵式）が栄えた。知床村大字内知床字小満別にある小満別2遺跡等から続縄文土器が出土。
その後樺太で興った鈴谷文化が4世紀末まで続き、5世紀ころからオホーツク文化が栄えた。オホーツク文化は、飛鳥時代に阿倍比羅夫と交戦した粛慎(みしわせ)とされ、『日本書紀』や『続日本紀』に記述が見える。また、擦文文化進出の影響とみられる、環濠や砦の機能を持つ平安時代の10世紀から11世紀にかけてのオホーツク人の防塞集落跡が、長浜村大字礼文別字初子浜にある遺跡から見つかっている。この遺跡は、亜庭湾に突き出す八田岬上に築かれた岬先式のチャシで、南貝塚式土器などが出土。木村六信氏は八田岬チャシとして、また、新岡武彦氏は初子浜チャシの名称で紹介しており、戦前、遺跡内に神社があったという。その後、擦文文化進出にともない、オホーツク人は樺太南部から駆逐された。
平安時代中期（11世紀）までに、オオワシ羽やアザラシ皮などを求めアイヌの祖先にあたる擦文文化の担い手が進出。擦文文化の担い手は、続縄文人の末裔である。当時、和人社会では武士の台頭が始まり、重要な交易品として矢羽や甲冑などの材料となるワシ羽や海獣皮の需要が増しており、奥羽の豪族・安倍氏や奥州藤原氏などを経て全国に流通したという。同時に、和人社会から和産物の流入もあり、擦文文化からアイヌ文化への転換に繋がったとみられる。

### 中世
鎌倉時代には蝦夷管領・安東氏が「蝦夷の押え」として君臨し、唐子と呼ばれる蝦夷（アイヌ）を統括（『諏訪大明神絵詞』）。中世の安東氏は奥州藤原氏を引き継ぐかたちで、十三湊を拠点に日本海北部を中心にかなり広範囲にわたって活動していたという（『廻船式目』）。また、陸の豪族であるとともに安藤水軍と呼ばれる武装船団を擁し、蝦夷社会で騒乱が起こるとこれを鎮めるため、しばしば津軽から出兵したという。
室町時代になり、安藤水軍は関東御免船として活動。和産物を蝦夷社会へ供給し、北方産品を大量に仕入れ全国に出荷していたという（『十三往来』）。小満別2遺跡からは、鉄刀のほか和人社会から流入する鉄鍋の影響を受けた内耳土器も出土しており、これはアイヌ文化が確立してゆく過程を知る上で貴重な遺物であるといえる。応永年間になると安東氏は「北海の夷狄動乱」を平定し、日之本将軍と称した。
当時の唐子は、後世の西蝦夷地に相当する北海道日本海側や北海岸および樺太南部に居住し、15世紀末に唐子の乙名が銅雀台瓦硯を献じ安東氏の代官武田信広の配下となっていた（『福山秘府』）。当時の唐子は、十三湊や渡党の領域まで赴き生活必需品を得ていた（城下交易も参照）。

### 近世
江戸時代になると、長浜郡域は西蝦夷地に属し慶長8年（1603年）宗谷に置かれた役宅が管轄、貞享2年（1685年）宗谷場所に含まれた。樺太アイヌは和人地まで赴かずに済むようになったが、当初は宗谷まで出向いていた。元禄13年（1700年）、松前藩から幕府に提出された松前島郷帳には「しろいところ（中知床岬）」の記載あり。宝暦2年（1752年）ころ樺太南端のシラヌシ（本斗郡好仁村白主）に南から交易船が派遣されはじめ、寛政2年（1790年）松前藩の藩士高橋清左衛門が樺太に赴き、東岸のシレトコ（中知床岬）まで踏査した。また、同年、白主に松前藩が樺太商場（場所）を開設し宗谷場所から分立、場所請負人は阿部屋村山家。幕府も勤番所を置いていた。交易の拠点と藩の出先機関の機能を兼ねる運上屋では、住民に対する撫育政策（オムシャ）なども行われ、シレトコ（知床村）の惣乙名をはじめとする有力者たちが役蝦夷に任命された。当時の地方行政の詳細については、場所請負制成立後の行政および江戸時代の日本の人口統計も参照。
その後、場所請負人は、寛政8年から大阪商人・小山屋権兵衛と藩士・板垣豊四郎、翌9年からは板垣豊四郎が単独で請負う。
寛政12年（1800年）松前藩はカラフト場所を直営、藩士・高橋荘四郎と目谷安二郎が管理し、兵庫商人・柴屋長太夫が仕入れを請負った。 享和元年（1801年）に中村小市郎（意積）が長浜郡域を踏査（『唐太雑記』）、小一郎は遠淵湖から荒栗川を遡上し池辺濽湖などを経て富内湖に抜けた（トンナイチャ越）。

#### 第一次幕領期
文化4年（1807年）文化露寇の際、知床村域のシレトコと弥満にも来航したロシア人が上陸。この事件を受け、樺太を含む西蝦夷地が上知の上松前奉行の管轄する公議御料（幕府直轄領）となった（〜1821年、第一次幕領期）。このとき、樺太場所請負人は柴屋長太夫。
文化5年(1808年)は会津藩が、西蝦夷地から樺太が分立した文化6年(1809年)からは津軽藩に交代し、長浜郡域の警固も担当した。同年、樺太検分のため、間宮林蔵も渡樺。林蔵は、西のクシュンコタン（大泊郡大泊町楠渓町）方面から、東のホラブニ(ホフラニ、長浜村洞船)に立ち寄ったのち、途中数箇所陸上を船を引きずり移動するも、荒栗河畔で宿泊し、池辺濽湖などを経て、トンナイチャ越で東岸に抜けた。
場所請負人に栖原屋就任
また、栖原家は伊達家と共同で北蝦夷地(文化6年6月、唐太から改称)場所を請負い、亜庭湾岸のヒシヤサン(留多加郡能登呂村毘沙讃)など、七か所に通行屋（旅宿所）を設け陸上交通の便も図った。西蝦夷地から分立当時の漁場は次のとおり。漁場の状況については北海道におけるニシン漁史も参照されたい。
○アニワ湾漁場（西方より順次記載）文化6年(1809年)栖原家七代角兵衛信義時代の漁場名
- 長浜村 - エノシコマナイ(エヌシコマナイ、犬駒内)、チベシャニ(チベチャニ・小実、長浜)、ホラブニ(ホフラニ、洞船)、ナイトム(ナエトム、内友)
- 遠淵村 - トウフツ(遠淵)、シュマカムイ、ナエヲンナイ(内音)、ノシケタナイ(遠淵村内)
- 内知床村 - ヤハンベツ(弥満)、オマンベツ(ヲマ、小満別)

#### 松前藩復領後
文政4年（1821年）長浜郡域は松前藩領に復した。
復領後、弘化3年と安政3年（1856年）に松浦武四郎が訪れ、そのうち安政3年は幕吏として箱館奉行所の支配組頭・向山源太夫に同行した。
○『鈴木重尚　松浦武四郎　唐太日記』（嘉永7年（1854年）刊行）に弘化3年当時の状況の記載あり。
武四郎は本道（大泊中知床岬線の前身）をヤワンベツ（知床村弥満）まで行き、チベシャニ（長浜村長浜）まで引き返してトンナイチャ越で東浦（樺太東岸）へ抜けたという。
幕末の状況について、「北海道歴検図」のカラフトの部分の絵図と松浦武四郎の「北蝦夷山川地理取調図」等では、亜庭湾沿岸部全体で「通行屋」8カ所、その途中に「小休所」3カ所があり、長浜郡域には本道と呼ばれる大泊中知床岬線の前身に相当する道が通じていた。松浦武四郎は弘化3年、チベシャニ（長浜村長浜）、トウブチ(遠淵村)、ヤワンベツ（知床村弥満）で宿泊した。
幕末当時の亜庭湾岸（小実領）の宗教施設や漁場については下記のとおり。
○アニワ湾岸の神社（西方より順次記載）
- 長浜村 - ヱノシヲヲマナイ(犬駒内)弁天社、千邊紗荷・チベサニ(長浜)弁天

○アニワ湾漁場（西方より順次記載）慶応3年12月 栖原家十代寧幹時代の樺太漁場
- 長浜村 - チベチャニ(長浜)、ヲタサン(小田井)、ホラブニ(洞船)、ナイトム(ナエトモ、内友)
- 遠淵村 - トヲブチ(トウフツ、遠淵村)、ナエヲンナイ(ナイヲンナイ、内音)
- 内知床村 - ヤワンベツ(弥満)

当時、エヌシコマナイ(犬駒内)にも番屋(漁番屋)があった。

#### 樺太直捌場所の分立
安政年間(1854年~1860 年)以降、東浦（東岸）・中知床岬以北のオホーツク海側が幕府直捌となる。安政3年（1856年）箱館奉行をして鳥井権之助を北蝦夷地差配人に任命。安政4年7月、大庄屋松川弁之助が北蝦夷地(樺太)御直場所差配人元締役となり、割当てられた場所は南のシレトコ岬（知床村）から、本拠地ヲチョボカ（富内郡落帆村落帆）より北のシマオコタン（富内郡落帆村島古丹）までであった。
万延元年(1860年)に差配人に任じられた松川弁之助の親戚で、越後国新潟の佐藤広右衛門は自費で知床岬北東浦に漁場7カ所(皆別領)を開くが経営は厳しく、翌年松川弁之助とともに差配人を辞した。
文久2年（1862年）漁場は栖原家が取捌を行うようになった。
○東浦漁場・皆別領　慶応3年12月 栖原家十代寧幹時代の樺太漁場
- 外知床村 - メナベツ(メナフチ、皆別)

#### 幕末の樺太警固（第二次幕領期）
安政2年（1855年）日露和親条約で国境が未確定・現状維持のまま交渉先送りとされた。樺太を含む蝦夷地が再び公議御料となり、長浜郡域（小実領と皆別領、領の項も参照)は秋田藩が警固を行った。冬季は漁場の番屋に詰める番人を武装化、足軽身分に取り立て警固を行った。万延元年（1860年）樺太警固は仙台・会津・秋田・庄内の4藩となるが諸藩の負担は大きく、文久3年（1863年）以降は仙台・秋田・庄内の3藩体制となる。慶応3年（1867年）樺太雑居条約で樺太全島が日露雑居地とされた。

### 大政奉還後
大政奉還後の慶応4年（1868年）4月12日、長浜郡域は箱館裁判所(閏4月24日に箱館府と改称)の管轄となり、同年6月末、岡本監輔がチベシャニ(小実)に官員を派遣し、王政復古を布告して出張所を開設。明治2年（1869年）北蝦夷地を樺太州（国）と改称、開拓使直轄領となった後、明治3年（1870年）開拓使から分離のうえ樺太開拓使領となったが、明治4年（1871年）樺太開拓使再統合により開拓使直轄領に戻り、8月29日廃藩置県となる。このころ行われた文明開化期の事象としては、神仏分離令、壬申戸籍編製、散髪脱刀令、平民苗字必称義務令公布などが挙げられる。アイヌは百姓身分だったため、平民となった。明治8年（1875年）、樺太千島交換条約によりロシア領とされたが、同条約第六款において、オホーツク海及びカムチャツカ半島周辺で日本人の漁業権が認められており、露領時代の長浜郡域沿岸は亜庭湾漁区と、東海岸漁区（中知床岬から北知床岬まで）の範囲に含まれた。ただし、栖原家は漁場経営が困難となり樺太から撤退。雇用関係にあったアイヌを中心に日本国籍を選択、小実領エノシコマナイ等や皆別領のハシホ（江瀬や千保付近）とメナベツから北海道へ移住する者がいた。また、残留を選択した者も生活物資の入手が困難となり、不自由な生活を強いられた。

### ロシアの侵出
1867年に樺太全土を日露雑居地とする樺太雑居条約が締結された後、1868年夏、ロシア軍はトーフツ(遠淵)に砦を設置し「ムラヴィヨフ哨所」と名付けた。そこは後に約300人のロシア兵が駐屯する樺太最大の軍事拠点となり、東シベリア第4正規大隊の本部が置かれたが、明治5年(1872年)に函泊のコルサコフ哨所に移転した。1875年の樺太千島交換条約による樺太放棄までにチベシャニ（小実、長浜）にもロシア人侵出、チベシャニの石炭採掘権をめぐり紛糾した。

### 日本領復帰後
- 1905年（明治38年）
  - 7月 - 日露戦争・樺太の戦いで、日本軍第13師団が占領。26日と31日、長浜に駐屯する部隊が残敵掃討のため出動。31日、在樺太ロシア軍降伏。
  - 8月1日 - 軍政が敷かれ、南樺太に4つの軍政署を開設。長浜郡域は第一仮軍政区の管轄となる。軍政区署はコルサコフ（大泊町）。
  - 8月10日 - 長浜の部隊、残敵掃討に参加。湖沼地帯のロシア軍残党降伏。
  - 8月28日 - 内務省下樺太民政署コルサコフ支所の管轄となる。
  - 9月1日 - 日露休戦条約を締結。
  - 9月4日 - 樺太民政署クシュンコタン（大泊町楠渓）支所の管轄となる。
  - 9月5日 - ポーツマス条約締結により日本領に復帰。
- 1907年（明治40年）3月14日 - 内務省の下部組織樺太庁発足、コルサコフ支庁の管轄となる。
- 1908年（明治41年）
  - 4月 - 管轄支庁を大泊支庁に改称。
- 1909年（明治42年）
  - 10月 - 大泊支庁長浜出張所開設。
  - 同年、樺太庁令で「部落総代規定」を制定。主要集落に町村長に相当する総代を置き、行政事務をおこなうこととした。

### 郡発足以降の沿革
- 1915年（大正4年）6月26日 - 「樺太ノ郡町村編制ニ関スル件」（大正4年勅令第101号）の施行により、行政区画として長浜郡が発足。発足時は長浜村、内知床村、外知床村が所属。大泊支庁長浜出張所が管轄。（3村）
- 1918年（大正7年） - 共通法（大正7年法律第39号）（大正7年4月17日施行）1条2項で、樺太を内地に含むと規定[30]され、終戦まで基本的に国内法が適用されることとなった。
- 1922年（大正11年）
  - 4月1日 - 「樺太ノ地方制度ニ関スル法律」（大正10年4月8日法律第47号）と、その細則「樺太町村制」（大正11年1月23日勅令第8号）を同時に施行。「部落総代規定」廃止。
  - 10月、長浜出張所廃止。
- 1923年（大正12年）4月1日 - 内知床村・外知床村が合併して知床村となる。同日、長浜村の一部から分立して遠淵村が発足。
- 1929年（昭和4年）7月1日 - 樺太町村制の施行により、下記の変更が行われる。（3村）
  - 長浜村と遠淵村の二村（二級町村）が発足。
  - 富内郡を合併し、同区域に富内村（二級町村）が発足。
- 1932年（昭和7年）4月1日 - 知床村（二級町村）が樺太町村制を施行。
- 1942年（昭和17年）11月 - 大泊郡に合併。同日長浜郡消滅。